# Uttam Kumar
Uttam Kumar (Bengalisch: উত্তম কুমার, Uttam Kumār; bürgerlicher Name: Arun Kumar Chattopadhyay; * 3. September 1926 in Kolkata; † 24. Juli 1980 ebenda) war ein indischer Filmschauspieler. Er war der bekannteste Star des bengalischen Films. Über mehr als 20 Jahre bildete er mit Suchitra Sen ein beliebtes Filmpaar.

## Leben und Wirken
Uttam Kumar wurde in eine Kolkataer Amateurschauspielerfamilie geboren. Er verließ das College ohne Abschluss und verdiente sein Geld zunächst als Büroangestellter in Kolkata. 1949 hatte er sein Debüt beim Film. Er brach mit dem bis in die frühen 1950er Jahre vorherrschenden, übertrieben theatralischen Stil bengalischer Darsteller.
1953 trat er in der Komödie Sharey Chuattar erstmals gemeinsam mit Suchitra Sen vor die Kamera. Der Film war zwar ein Kassenhit, qualitativ jedoch eher bescheiden. Er begründete aber eine langjährige Filmpartnerschaft der beiden beliebtesten bengalischen Filmstars des Unterhaltungskinos. Die Karriere Kumars ist besonders von romantischen Melodramen wie Sagarika (1956) und Saptapadi (1961) geprägt.
Uttam Kumar war Hauptdarsteller zweier Filme des bengalischen Oscarpreisträgers Satyajit Ray, Nayak (1966) und Chiriakhana (1967). In Nayak spielte er einen Filmstar, der angewidert von der absurde Züge annehmenden, kultischen Verehrung durch seine Fans in Alkohol und Isolation flüchtet. Während einer Zugreise kommt er mit einer jungen Journalistin (gespielt von Sharmila Tagore) in Kontakt, der es schließlich gelingt, ihm seine Lebensgeschichte zu entlocken. Der Film trägt biografische Züge Kumars.
Der Schauspieler Kumar spielte in drei Jahrzehnten in ca. 190 Filmen. Im Hindi-Film trat er nur sporadisch auf. Für vier Filme stand Uttam Kumar selbst als Regisseur hinter der Kamera. Seine Autobiografie erschien 1979. Er starb in Kolkata an einem Herzinfarkt. Sein Leichnam wurde nach hinduistischem Ritus verbrannt.